# Faust (film, 2000)
Pour les articles homonymes, voir Faust (homonymie).
Pour plus de détails, voir Fiche technique et Distribution.
Faust (Faust: Love of the Damned) est un film américano-espagnol réalisé par Brian Yuzna, sorti en 2000. Le film s'inspire du comics Faust de Tim Vigil et David Quinn.

## Synopsis
L'artiste John Jaspers vend son âme à un mystérieux personnage M pour se venger des personnes qui ont tué sa petite amie. Jaspers détient alors un pouvoir horrible similaire au Diable. Le lieutenant Dan Margolies mènera l'enquête.

## Fiche technique
- Titre : Faust
- Titre original : Faust: Love of the Damned
- Réalisation : Brian Yuzna
- Scénario : David Quinn, d'après la bande dessinée de Tim Vigil et David Quinn (Avatar Press)
- Musique : Xavier Capellas
- Photographie : Jacques Haitkin
- Montage : Luis de la Madrid
- Décors : Isidre Prunés
- Costumes : Gabriel Azkoitia
- Effets spéciaux : Screaming Mad George
- Production : Ted Chalmers, Carlos Fernández, Julio Fernández et Brian Yuzna
- Sociétés de production : Castelao Producciones, Fantastic Factory, TVC et Vía Digital
- Pays d'origine :  Espagne
- Genre : Drame, romance, fantastique et horreur
- Durée : 98 minutes
- Format : Couleurs - 1,85:1 - Dolby Digital - 35 mm
- Budget : 6 millions de dollars (4,40 millions d'euros)
- Dates de sortie :
  -  Espagne : 12 octobre 2000 (Festival de Sitges), 2 février 2001 (sortie nationale)
  -  Suède : novembre 2000 (Festival de Stockholm)
- Film interdit aux moins de 16 ans lors de sa sortie en France.

## Distribution
- Mark Frost : John Jaspers / Faust
- Isabel Brook : Jade de Camp
- Jennifer Rope : Blue
- Jeffrey Combs : le lieutenant Dan Margolies
- Monica van Campen : Claire
- Leslie Charles : la présentatrice
- Fermí Reixach : le commissaire Marino
- Junix Inocian : le docteur Yuri Yamoto
- Robert Paterson : le leader de l'équipe d'intervention
- Marc Martínez : Hapi
- Andrew Divoff : M
- Clare Leach : Ida, l'infirmière
- Francisco Maestre : Baez
- Ronny Svensson : Beef
- Alex Sarr : Don

## Autour du film
Le tournage s'est déroulé à Barcelone du 8 novembre au 23 décembre 2000.

## Distinctions

### Récompenses
- Prix des meilleurs effets spéciaux et nomination au prix du meilleur film, lors du Festival international du film de Catalogne en 2000.
- Fantafestival (Italie) 3 prix en 2001 :
  - Audience Award & Best Film pour  Brian Yuzna
  - Best Special Effects pour Screaming Mad George (Prix du public, prix du meilleur film et prix des meilleurs effets spéciaux pour Screaming Mad)

### Nominations
- Nomination au prix du meilleur réalisateur et des meilleurs effets spéciaux pour Poli Cantero et Screaming Mad George, lors des DVD Exclusive Awards en 2001.
- George, lors du Fantafestival en 2001.
- Nomination au prix du meilleur film, lors du festival Fantasporto en 2001.